# Бели ходачи
Бели ходачи су хуманоидна створења из HBO-ове телевизијске серије Игра престола и серијала романа Песма леда и ватре аутора Џорџа Р. Р. Мартина, где се углавном називају Туђини. Бели ходачи су натприродна претња човечанству која живи северно од Зида у Вестеросу.

## Опис
Мартин представља Туђине у прологу романа Игра престола (1996), описујући их као „високе, суве и тврде попут старих костију, коже бледе као млеко” и са „очима тамнијим и плаветнијим од људских, леденоплавим”. Праћени јаком хладноћом, они носе оклоп који као да је мењао боју док се кретао и носе танке кристалне мачеве способне да разбију челик. Туђини се тихо крећу и говоре свој језик; Мартин пише да су њихови гласови попут пуцања леда на зимском језеру. У Олуји мачева (2000) показало се да су рањиви на оружје направљено од змајстакла (опсидијан).
У Плесу са змајевима (2011), Семвел Тарли открива древне фрагменте записа који сугеришу да су Туђини такође подложни нечему што се назива „змајчелик”. Створења која су убили Туђини убрзо се оживљавају као утваре: немртви са бледом кожом, црним рукама и блиставим плавим очима сличним Туђинима. Змајстакло на њих нема утицаја. Утваре могу бити физички повређене, али чак и раздељени делови остају покретни, тако да их морају уништити ватром. Људи који живе северно од Зида, које становници Вестероса зову „дивљанима”, спаљују своје мртве како не би постали утваре.

## Романи
Крис Лакнер је 2012. године написао да љубитељи романа с нестрпљењем очекују последње две књиге Мартиновог серијала од седам делова. Рекао је да они желе да сазнају више о Белим ходачима или Туђинима, мистериозној, немртвој раси која је одлучна да уништи човечанство.

### Позадина
У романима и пратећој књизи Свет леда и ватре из 2014. године, Мартин утврђује да је миленијумима пре догађаја из серијала Песма леда и ватре, постојао пакт између Деце шуме (бића која личе на вилењаке) и Првих људи (човечанство). Он је ослабљен појавом Туђина, енигматичне и злобне нељудске врсте која је довела ноћ која је трајала генерацијом и зиму која је трајала деценијама. Након што су се Туђини повукли, Деца и Први људи подигли су Зид, огромну баријеру начињену од камена, леда и магије, који се пружа од једне обале северног Вестероса до друге, како би спречили пролазак Туђина на југ.

### Игра престола
Како почиње Игра престола (1996), опште је веровање Вестерошана да су Туђини легенда која служи за плашење деце, или да су нестали пре осам хиљада година. Међутим, Туђини су се поново појавили и стекли снагу за стварање утвара с оне стране Зида. У прологу, извиђачи Ноћне страже лицем у лице се срећу са групом Туђина који их убијају. С друге стране Зида, Џон Снежни и Ноћна стража проналазе лешеве двојице своје погинуле браће. Одведени назад у Црни замак, мртви устају и убијају неколико живих стражара пре него што су уништени.

### Олуја мачева
Семвел Тарли убија једног Туђина бодежом од змајстакла у роману Олуја мачева (2000). Његов бивши друг Мали Пол убијен је и оживљен као утвара. Немртви Пол је нетакнут змајстаклом, али Сем успева да га убије ватром. Брен Старк се присећа приче о Ноћном краљу, једном Старку и тринаестом лорду заповеднику Ноћне страже, кога је завела жена Бели ходач. Ноћни краљ и његова краљица поробили су браћу Страже све док Старкови и дивљани нису удружили снаге да га поразе.

### Ветрови зиме
Мартин је 2012. године рекао да ће читаоци видети више Туђина у његовом предстојећем роману Ветрови зиме. У интервјуу из 2012. напоменуо је: „Сигурно ћемо сазнати више о њиховој историји, али за културу... нисам сигуран. Не знам ни да ли уопште имају културу”.

## ТВ адаптације
Бели ходачи приказани у HBO-овој серији Игра престола незнатно се разликују по изгледу од својих књижевних верзија, али веб-сајт The Verge их је сврстао међу „визуелно иконичнија бића у серији”. Њихов привидни вођа је Ноћни краљ, који се први пут појавио у епизоди „Заветник” у којој ставља руку на дете, претварајући га у Белог ходача. У епизоди „Тврдидом” је доказана ефикасност валиријског челика против Белих ходача, када Џон уништи Белог ходача једним потезом свог древног мача  „Дугачка канџа”. За разлику од романа, у ТВ серији је утврђено да се утваре могу уништити змајстаклом.
У епизоди шесте сезоне, „Врата”, Брен Старк доживљава визију стварања Ноћног краља од стране Листа, једног од Деце шуме, тако што је људском заробљенику забио бодеж у груди. Лист објашњава сумњичавом Брану да су Деца шуме била у рату са Првим људима у време стварања Ноћног краља. У седмој сезони, када Џон убије Белог ходача, уништавају се и утваре под његовом контролом. Ноћни краљ убија змаја Денерис Таргарјен, Висериона, у епизоди „С оне стране Зида”, а затим га реанимира као утвару. У последњој епизоди сезоне „Змај и вук”, Ноћни краљ користи змаја да пробије Зид.
У првој епизоди осме сезоне, „Зимоврел”, група која је преживела уништење Зида открива да је Последње огњиште, дом куће Амбера, напала војска немртвих приликом њиховог освајања Севера, као и да су сви житељи убијени. Ноћни краљ је такође оставио поруку у облику преминулог Неда Амбера разапетог на зиду и окруженог спиралом одсечених удова. У другој епизоди „Витез Седам краљевстава”, људи у Зимоврелу праве планове за одбрану замка од војске немртвих. Брен каже да Ноћни краљ тражи „бескрајну ноћ”, јер планира да очисти свет од живота и сећања, као и да намерава да убије Брена као главни корак ка том циљу. Бели ходачи се касније виде како посматрају Зимоврел из даљине, док се живи припремају да им се супротставе. 
У трећој епизоди „Дуга ноћ”, војска немртвих маршира на Зимоврел и замало уништава удружене армије живих. Ноћни краљ на крају стиже до Брена, убија Теона Грејџоја и припрема се да нападне Брена. Међутим, Ноћног краља у заседи убија Арја Старк са бодежом од валиријског челика који јој је Брен претходно дао, због чега се и он и остали Бели ходачи распадају, што резултира потпуним уништењем војске немртвих.
У серији Кућа змаја, ТВ адаптацији књиге Ватра и крв, у првој епизоди „Змајеви наследници” (2022) открива се да је Егон Освајач био инспирисан да уједини Вестерос због сна у коме је видео крај света живих који долази из хладних, најсевернијих делова континента. Демон Таргарјен има визију Белог ходача у епизоди „Краљица која икад беше” (2024).